# رباط زین‌الدین (مهریز)
رباط زین‌الدین روستایی در دهستان بهادران بخش مرکزی شهرستان مهریز استان یزد ایران است.

## جمعیت
بر پایه سرشماری عمومی نفوس و مسکن در سال ۱۳۹۵ جمعیت این روستا ۱۴ نفر (۶خانوار) بوده‌است.